# Motorring 3
Autostrada M3 odcinek Motorring 3 (duń. Motorring 3) - autostrada biegnąca z północy na południe stanowi zachodnią obwodnicę autostradową Kopenhagi. Na północy krzyżuje się z Helsingørmotorvejen (M14) na południu krzyżuje się na węźle Avedøre z Amagermotorvejen (M3) oraz Køge Bugt Motorvejen (M10).
Autostrada oznakowana jest jako E47.

## Odcinki międzynarodowe
Droga na całej długości jest częścią trasy europejskiej E47.

Droga na całej długości jest częścią trasy europejskiej E55.